# Bitwa w Zakolu Samary

Rozwój imperium mongolskiego z zaznaczoną wyprawą na Bułgarię Wołżańsko-Kamską

Bitwa w Zakolu Samary lub Bitwa pod Kernek – starcie zbrojne pomiędzy wojskami Bułgarów nadwołżańskich i mongolskimi jesienią 1223. Bitwa ta była pierwszą znaczną porażką Mongołów w Europie.

## Tło historyczne
Po wiosenno-letniej kampanii przeciwko Połowcom i księstwom ruskim armia mongolska dowodzona przez Subedeja powracała na leża zimowe do Azji. Po drodze osłabione wcześniejszymi walkami – m.in. wielką bitwą nad Kałką – tümeny miały zostać wzmocnione oddziałami dowodzonymi przez Dżebego. Przy okazji, już połączone siły, miały splądrować bogate państwo Bułgarów nadwołżańskich.
Bułgarzy w tym czasie rządzeni byli przez najwybitniejszego przedstawiciela lokalnej dynastii – Gabdulę Chelbira. Państwo bułgarskie kwitło gospodarczo, pośrednicząc w handlu pomiędzy Europą i Azją. Zreformowano także wojsko, które miało skutecznie przeciwstawić się ewentualnej agresji mogolskiej.

## Bitwa
Jesienią 1223, we wrześniu lub październiku, zagon mongolski wkroczył na teren Bułgarii Wołżańsko-Kamskiej. Siły dowodzone przez Gabdulę Chelbira, najprawdopodobniej wsparte przez będących z nimi w sojuszu Czuwaszów, czekały w rejonie Zakola Samary, pod miejscowością Kernek. Wódz bułgarski zastosował taktykę mongolską: wysłał część sił, które pozorując ucieczkę przed napastnikami, wciągnęły wojska Subedeja w zasadzkę. Według współczesnego arabskiego kronikarza Ibn al-Asira: Kiedy Bułgarzy usłyszeli o ich (tj. Mongołów) nadejściu, ukryli się w kilku miejscach i wyszli przeciwko nim, wabili aż weszli w miejsce zasadzki i zaatakowali ich od tyłu, tak że [napastnicy] znaleźli się pośrodku i otoczyli ich, zabili bardzo wielu a tylko niewielu zdołało się uratować. Mówi się, że było ich (tj. ocalałych) 4 000 ludzi. Uciekli oni do Saksin, do swojego króla, Czyngis-chana, i uwolnili od siebie ziemie Kipczaków; oni uciekli, powrócili do swojego kraju.

## Skutki
Porażka sił mogolskich była całkowita, choć Bułgarzy ponieśli znaczne straty. W czasie bitwy oko stracił Subedej, a według niektórych przekazów zginąć miał wtedy drugi z wodzów – Dżebe (według innych wersji zmarł ok. 1225 lub po 1230). Klęska mogolskiej armii sprawiła, że Bułgaria pozostała niepodległym państwem. Według tradycji wielka liczba jeńców została następnie wymieniona przez zwycięskich Bułgarów na owce w haniebnym dla Czyngis-chana stosunku 1:1. Z tej przyczyny czasem starcie to nosi miano "bitwy owiec".
Zachowały się też pewne wzmianki o drugiej bitwie, nad rzeką Kamą, w której Subedej miał pokonać - a przynajmniej miał przerwać pierścień okrążenia – Bułgarów. Dokładny przebieg tej bitwy jest nieznany, ale niedobitki sił Subedeja powróciły w głąb swojego państwa.